# Stableria
Stableria là một chi rêu trong họ Bryaceae.